# Весёлое (Новокаховская городская община)
Весёлое (укр. Веселе) — село в Новокаховской городской общине Каховского района Херсонской области Украины.

## География
Расположено на берегу Каховского водохранилища.

## Экономика
В селе Весёлое находится здание винзавода (1898), созданного на базе заложенных князем Петром Трубецким винных погребов. Ныне — ОАО «Им. князя Трубецкого».

## Образование и культура
В селе есть музыкальная школа (директор: Балыбина И. Р., учителя: Кравчук Л. В., Балыбин В. А.), библиотека (более 15 тыс. экземпляров), Дом культуры, школа (директор: Гоменюк И. В., завуч: Лукашова О. А., количество учеников: 230).
На территории села располагается Витовтова башня, единственное сохранившееся оборонительное сооружение времён Великого княжества Литовского на юге Украины.